# 大舍甲
大舍甲，是臺灣高雄市梓官區的一個傳統地域名稱，位於該區中部。相較於今日行政區，其範圍大致包括同安里、大舍里、赤崁里北部中央凸出部分、梓平里西部及南部東側凸出部分及其鄰近地區、梓和里西端、梓義里西南端。
本地區境內主要聚落為大舍甲、同安厝、淵官。

## 歷史
台灣日治初期，大舍甲地區為一街庄，稱為「大舍甲庄」（舊制街庄），隸屬於仁壽上里。該庄昔日西北與漯底庄為鄰，東北與梓官庄為鄰，東南邊及西南邊南側一小段隔典寶溪與頂鹽田庄為界，西南邊其餘部分為茄苳坑庄、赤崁庄。
1901年（日治明治三十四年）11月11日，全台廢縣廳改設二十廳，該庄隸屬於鳳山廳。1904年（明治三十七年）5月3日，該庄編入「梓官區」，隸屬於鳳山廳。1909年（明治四十二年）10月25日，全台合併二十廳為十二廳，梓官區改隸屬於臺南廳。1920年（大正九年）10月1日，全台地方制度大改正，廢十二廳改設五州二廳，該庄改制為「大舍甲」大字，隸屬於高雄州岡山郡彌陀庄（新制街庄）。
戰後彌陀庄改制為彌陀鄉，隸屬於高雄縣，大字亦改制為村。1950年（民國39年）3月1日，彌陀鄉拆分出永安鄉，本地區仍隸屬於彌陀鄉。同年10月1日，高、屏分治，彌陀鄉仍隸屬於高雄縣。1951年（民國40年）4月20日，彌陀鄉再拆分出梓官鄉，本地區改隸屬於梓官鄉。2010年（民國99年）12月25日，高雄縣、市合併為直轄高雄市，梓官鄉改制為梓官區，村亦改制為里。

## 聚落
本地區發展較早的聚落為大舍甲、同安厝、淵官，在日治初期的官方地圖上已有記載。

## 交通
省道台17線又稱「西部濱海公路」，是甲南至水底寮的幹道，經過本地區的大舍甲聚落。由該道路北行可前往梓官區梓官市區、彌陀區、永安區東部、路竹區西端等地；南行可前往橋頭區西南端、楠梓區、左營區、鼓山區等地。
省道台19甲線是鹽水至赤崁的幹道，經過本地區的大舍甲聚落。由該道路北行可前往岡山區、阿蓮區、關廟區、新化區等地，南行可前往梓官區西南部，並止於赤崁地區的區道高23線路口。
區道高23線是彌陀至典寶的道路，經過本地區西部邊界地帶。